# Jean Baeza
Jean Raymond Baeza (Algeri, 20 agosto 1942 – Cannes, 20 febbraio 2011) è stato un calciatore francese, di ruolo difensore.

## Palmarès

### Club

#### Competizioni nazionali
- Coppa di Francia: 1

Olympique Lione: 1972-1973
- Supercoppa francese: 1

Olympique Lione: 1973